# Oroville Chinese Temple
Oroville Chinese Temple is een Chinese tempel in Oroville, Noord-Californië. Het werd in 1863 gebouwd als een gemeenschapshuis voor de Chinezen in Oroville. Toen woonden er 10.000 Chinese migranten in de omgeving. De tempel was oorspronkelijk verdeeld in drie kamers. Eén voor het confucianisme, een voor boeddhisme en een voor vergaderingen. In 1907 verlieten vele Chinese Amerikanen deze regio. De tempel werd ook verlaten. Later beheerde de familie Chan de tempel en gebruikte het linkergedeelte van de tempel als citang voor hun voorouders. In 1949 werd de tempel als museum benoemd. De tempel bevat ook een tuin sindsdien.